# 이맥스 리스프
이맥스 리스프(Emacs Lisp)는 이맥스(GNU 이맥스)와 XEmacs와 관련한 문서 편집기 계열)에 의해 스크립트 언어로서 사용되는 리스프 프로그래밍 언어의 방언이다. 이맥스에 개발되는 편집 기능 대부분을 구현하는데 사용되며 나머지는 리스프 인터프리터인 C로 개발되어 있다. 이맥스 리스프는 Elisp로도 불리지만 해당 이름을 사용하는, 더 오래된 무관한 리스프 방언인 Elisp도 존재한다.
이맥스 리스프는 이맥스를 배치 모드로 호출할 경우 유닉스 본 셸이나 펄과 같이 스크립트 언어로서 기능할 수도 있다.

## 예시
```
(
defun
 
my-split-window-func
 
()

  
(
interactive
)

  
(
split-window-below
)

  
(
set-window-buffer
 
(
next-window
)
 
(
other-buffer
)))

(
global-set-key
 
(
kbd
 
"C-x 2"
)
 
#'
my-split-window-func
)

```